# Шапієв Жавраїл Нурмагомедович
Жавраїл (Джавраїл, Джабраїл) Нурмагомедович Шапі́єв (рос. Жавраил Нурмагомедович Шапиев; нар. 20 квітня 1997, Ізбербаш, Дагестан) — узбецький борець вільного стилю, срібний призер чемпіонату Азії, бронзовий призер Азійських ігор, учасник двох Олімпійських ігор. 

## Життєпис
Уродженець Дагестану, виступав за кадетську збірну Росії, у складі якої став чемпіоном Європи серед кадетів. З 2017 року виступає за збірну Узбекистану. У її складі ставав призером чемпіонату Азії та Азійських ігор, двічі брав участь в Олімпійських іграх, але обидва рази зупинявся за крок від медалі.
Його брат-близнюк Іса Шапієв теж захищав кольори Узбекистану, був срібним призером чемпіонатів Азії та світу серед юніорів, бронзовим призером чемпіонату Азії серед дорослих.

## Спортивні результати на міжнародних змаганнях

### Виступи на Олімпіадах
| Змагання                    | Збірна     | Вагова категорія          | Місце |
| --------------------------- | ---------- | ------------------------- | ----- |
| Літні Олімпійські ігри 2020 | Узбекистан | вільна боротьба, до 86 кг | 5     |
| Літні Олімпійські ігри 2024 | Узбекистан | вільна боротьба, до 86 кг | 5     |

### Виступи на Чемпіонатах світу
| Змагання                        | Збірна     | Вагова категорія          | Місце |
| ------------------------------- | ---------- | ------------------------- | ----- |
| Чемпіонат світу з боротьби 2019 | Узбекистан | вільна боротьба, до 86 кг | 12    |
| Чемпіонат світу з боротьби 2023 | Узбекистан | вільна боротьба, до 86 кг | 5     |

### Виступи на Чемпіонатах Азії
| Змагання                       | Збірна     | Вагова категорія          | Місце  |
| ------------------------------ | ---------- | ------------------------- | ------ |
| Чемпіонат Азії з боротьби 2018 | Узбекистан | вільна боротьба, до 86 кг | 5      |
| Чемпіонат Азії з боротьби 2024 | Узбекистан | вільна боротьба, до 86 кг | Срібло |

### Виступи на Азійських іграх
| Змагання           | Збірна     | Вагова категорія          | Місце  |
| ------------------ | ---------- | ------------------------- | ------ |
| Азійські ігри 2022 | Узбекистан | вільна боротьба, до 86 кг | Бронза |

### Виступи на інших змаганнях
| Змагання                                                     | Збірна     | Вагова категорія          | Місце  |
| ------------------------------------------------------------ | ---------- | ------------------------- | ------ |
| Турнір Алі Алієва 2015                                       | Росія      | вільна боротьба, до 86 кг | 5      |
| Гран-прі «Іван Яригін» 2018                                  | Узбекистан | вільна боротьба, до 86 кг | 11     |
| Турнір Алі Алієва 2018                                       | Узбекистан | вільна боротьба, до 86 кг | Срібло |
| Турнір Алі Алієва 2019                                       | Узбекистан | вільна боротьба, до 86 кг | Бронза |
| Турнір Олександра Медведя 2019                               | Узбекистан | вільна боротьба, до 86 кг | Срібло |
| Інтерконтинентальний кубок з боротьби 2019                   | Узбекистан | вільна боротьба, до 86 кг | Бронза |
| Київський Міжнародний турнір з боротьби 2021                 | Узбекистан | вільна боротьба, до 86 кг | Бронза |
| Олімпійський кваліфікаційний турнір з боротьби 2020 (Алмати) | Узбекистан | вільна боротьба, до 86 кг | Золото |
| Турнір Алі Алієва 2021                                       | Узбекистан | вільна боротьба, до 86 кг | Золото |
| Турнір К. У. Кожомкула і Р. Санатбаєва 2023                  | Узбекистан | вільна боротьба, до 86 кг | Бронза |

### Виступи на змаганнях молодших вікових груп
| Змагання                                       | Збірна     | Вагова категорія          | Місце  |
| ---------------------------------------------- | ---------- | ------------------------- | ------ |
| Чемпіонат Європи з боротьби серед кадетів 2014 | Росія      | вільна боротьба, до 76 кг | Золото |
| Чемпіонат Азії з боротьби серед юніорів 2017   | Узбекистан | вільна боротьба, до 84 кг | Бронза |
| Чемпіонат світу з боротьби серед юніорів 2017  | Узбекистан | вільна боротьба, до 84 кг | 15     |
| Чемпіонат світу з боротьби серед молоді 2018   | Узбекистан | вільна боротьба, до 86 кг | 13     |